# STV (chaîne de télévision)
Pour les articles homonymes, voir STV.
STV est une chaîne de télévision généraliste privée écossaise, basée à Glasgow et exploitée par la société STV Group plc (anciennement Scottish Media Group).

## Histoire
Scottish Television connaît deux acquisitions importantes, l'achat du groupe de presse Caledonian Publishing en 1996 (à cette occasion, la société propriétaire de Scottish Television est renommée Scottish Media Group), et l'absorption de Grampian Television par Scottish Media Group en 1997.
STV est créée le 30 mai 2006, à la suite de l'adoption d'une marque commune par les deux franchises d'ITV exploitées par STV Group plc. : Grampian Television, qui devient STV North, et Scottish Television, qui devient STV Central. Elles produisent des programmes pour STV et sont notamment chargés des décrochages régionaux.
Depuis l'achat de Channel Television par ITV plc en 2011, STV North, STV Central et UTV (chaîne de télévision d'Irlande du Nord) sont les seuls à ne pas appartenir à ITV plc parmi les franchisés membres du réseau ITV.
En 2013, STV obtient des licences pour lancer deux chaînes de télévision locale à Glasgow et Édimbourg. STV Glasgow commence à émettre le 2 juin 2014 et STV Edinburgh est inaugurée en janvier 2015.

### Identité visuelle (logo)

Logo de STV du 30 mai 2006 au 23 mars 2009
Logo de STV du 23 mars 2009 au 2 juin 2014
Logo de STV depuis le 2 juin 2014

## Diffusion
En Écosse, trois membres du réseau ITV se répartissent le service de télévision indépendante sur la troisième chaîne :
- ITV Tyne Tees & Border (service régional de la société ITV plc, chargé du Nord de l'Angleterre et des territoires écossais de Scottish Borders et Dumfries and Galloway) ;
- STV Central Ltd (anciennement Scottish Television plc), franchisé du réseau ITV chargé du centre de l'Écosse, en service depuis le 31 août 1957.
  - STV Edinburgh: régions de Clackmannanshire, d'East Lothian, d'Édimbourg, de Fife (excepté le district de North-East Fife), de Midlothian et de West Lothian.
  - STV Glasgow: régions d'Argyll and Bute, d'East Ayrshire, d'East Dunbartonshire, d'East Renfrewshire, de Falkirk, de Glasgow, d'Inverclyde, de Lochaber, de North Ayrshire, de Renfrewshire, de Stirling, de South Ayrshire, de South Lanarkshire et de West Dunbartonshire.
- STV North Ltd (anciennement Grampian Television plc), franchisé du réseau ITV chargé des Highlands (à l'exception de Fort William et Lochaber), d'Inverness, d'Aberdeen, de Dundee ainsi que d'une partie du nord de la Fife, en service depuis le 30 septembre 1961.

## Émissions
- La mythique émission de football Scotsport était diffusée sur STV.